# Falling into Infinity
Falling Into Infinity es el cuarto álbum de larga duración de la banda Dream Theater, lanzado en 1997, y el último álbum en estudio con el tecladista Derek Sherinian. Es considerado por fans y miembros del grupo como el disco con orientación más comercial de la banda [cita requerida] debido a presiones por parte del sello discográfico para tener un sonido más radial, según el baterista de la banda, Mike Portnoy [cita requerida]. En este disco el logotipo del nombre de la banda es distinto al habitual de los álbumes anteriores (desde Images and Words) y posteriores (desde Metropolis Pt. 2: Scenes from a Memory).

## Listado de pistas
1. "New Millennium" – 8:20
2. "You Not Me" – 4:58
3. "Peruvian Skies" – 6:43
4. "Hollow Years" – 5:53
5. "Burning My Soul" – 5:29
6. "Hell's Kitchen" – 4:16
7. "Lines in the Sand" – 12:05
8. "Take Away My Pain" - 6:03
9. "Just Let Me Breathe" - 5:28
10. "Anna Lee" – 5:52
11. "Trial of Tears" – 13:05
  - I. It's Raining
  - II. Deep in Heaven
  - III. The Wasteland

## Falling Into InfinityDemos

### CD 1
1. Raise the Knife (11:40)
2. Where Are You Now? (7:27)
3. Take Away My Pain (6:49)
4. You or Me - Demo de You Not Me (6:24)
5. Anna Lee (6:36)
6. Burning My Soul (8:57)
7. The Way It Used to Be (7:47)
8. Lines in the Sand (13:32)

### CD 2
1. Just Let Me Breathe (5:24)
2. Peruvian Skies (6:47)
3. Trial of Tears (12:54)
4. Cover My Eyes (3:23)
5. Hollow Years (6:26)
6. New Millennium (8:19)
7. Speak To Me (6:25)
8. Metropolis Pt. 2 (21:25)

## Intérpretes
- James LaBrie – Voz
- John Myung – Bajo
- John Petrucci – Guitarras
- Mike Portnoy – Baterías
- Derek Sherinian – Teclados
- Doug Pinnick - Voz en Lines in the Sand

## Actuación en las carteleras
Billboard 200:
- Falling Into Infinity - #52

Billboard Mainstream Rock Singles:
- Burning My Soul - #33
- You Not Me - #40

- Datos: Q834957